# West New Brighton (Staten Island)
West New Brighton (también llamado West Brighton) es un barrio del borough de Staten Island, Nueva York (Estados Unidos), situado a lo largo de la costa norte central. El vecindario limita con New Brighton al este, con Port Richmond al oeste, con las aguas de Kill Van Kull al norte, y con las comunidades de Sunnyside y Castleton Corners al sur.
West New Brighton forma parte del Distrito Comunitario 1 de Staten Island y su código postal es el 10310. West New Brighton está patrullado por el Recinto 120 del Departamento de Policía de la Ciudad de Nueva York.

## Historia
Conocido en un principio como "Factoryville", en la actualidad los estatenisleños se refieren comúnmente a esta zona como West Brighton. Algunas partes del vecindario más cercanas a la costa se conocen como "Livingston" y "Randall Manor". Esta parte de Staten Island fue colonizada inicialmente por los holandeses en el siglo XVII, a quienes luego siguieron los colonos ingleses. Durante la Revolución de las Trece Colonias, los residentes de West Brighton se mantuvieron abiertamente leales a la Corona británica. Las sucesivas oleadas de inmigrantes llevaron a que la zona fuera poblada por irlandeses. Hoy en día, el vecindario se compone principalmente de irlandeses, seguidos de alemanes, italianos, afroamericanos e hispanos.

Mapa de Beers de West New Brighton de 1874

El club de cricket en funcionamiento continuo más antiguo de los Estados Unidos se fundó en West Brighton en 1872, en un emplazamiento que ahora funciona como Walker Park. El Staten Island Cricket Club todavía juega partidos allí. Aquí también se halla la primera cancha de tenis sobre césped en Estados Unidos, construida en 1873.
El barrio se transformó en los años posteriores a la Segunda Guerra Mundial. Se construyeron dos grandes desarrollos de vivienda pública. El primero, Markham Homes, se construyó en un principio para albergar a las familias de los trabajadores de los astilleros y del sector de la defensa. Le siguieron las casas de West Brighton. A partir de 2004, los inquilinos de The Markham Homes fueron desalojados, por lo que el sitio podría ser remodelado. A 2007fecha de  todos los inquilinos habían sido reubicados. Si bien se ha afirmado que muchos residentes podrían regresar al área remodelada, pocos han podido hacerlo.
Desde finales de los años 1990, el barrio ha visto una reducción en algunos índices de criminalidad. Richmond Terrace, que es la vía principal a lo largo del paseo marítimo de Kill Van Kull, alberga varios astilleros y empresas de remolcadores. En la zona al sur de Forest Avenue siguen viviendo algunos de los residentes más ricos de West Brighton, como políticos, abogados, jueces y profesionales (particularmente en la parte de "Sunset Hill", al este de Broadway). En 2014, era el tramo censal con mayores ingresos en Staten Island.
Políticamente, West Brighton ha sido descrito como un "barrio swing" (cambiante) dentro del contexto del municipio. Con una población diversa y representativa, los candidatos al Congreso que ganan el vecindario tienden a ganar también las elecciones del condado.

## Demografía
A efectos del censo, el gobierno de la ciudad de Nueva York clasifica a New Brighton como parte de un área de tabulación de vecindario más grande llamada West New Brighton-New Brighton-St. Jorge. Según los datos del censo de los Estados Unidos de 2010, la población de West New Brighton-New Brighton-St. George tenía 33 551 habitantes, un cambio de 1 397 personas (4,2%) con respecto a los 32 154 habitantes contados en 2000. Cubriendo una extensión de 568 ha, el barrio tenía una densidad de población de 5 900 habitantes/km2. La composición racial del vecindario era la siguiente: 8 859 blancos (59,1 %), 10 630 afroamericanos (22,2 %), 100 nativos americanos (0,3 %), 1 691 asiáticos (5 %), 10 isleños del Pacífico (menos del 0,1 %), 123 personas de otras razas (0,4 %), y 835 habitantes de dos o más razas (2,5%). Los hispanos o latinos de cualquier raza eran 11 303 personas (el 33,7 % de la población).

## Monumentos
Destacan el Zoológico de Staten Island, y Clove Lakes Park y Silver Lake Park a lo largo de los límites del vecindario. Snug Harbor también se encuentra en las cercanías de Livingston. Tiene campos de béisbol, un museo para niños, un jardín chino, jardines botánicos, el Laboratorio de Arte y el Conservatorio de Música de Staten Island. El cementerio de St. Peter, que todavía se mantiene adecuadamente y es el cementerio católico más antiguo de Staten Island (inaugurado en 1848), también se encuentra aquí, junto con varios pequeños cementerios abandonados en los que están enterrados miembros de algunas de las familias fundadoras de la isla.
El antiguo Centro Médico St. Vincent, ahora conocido como Centro Médico de la Universidad de Richmond, está ubicado en West Brighton. Aunque la mayoría de los edificios en el campus de RUMC son de finales de la década de 1960, la mansión Garner se remonta al siglo XIX. En un momento se utilizó para la hoy desaparecida Escuela Militar de St. Austin.
El patio de recreo de Michael J. Mahoney es un recordatorio de una pequeña dosis de historia americana. Hijo de la ciudad de Nueva York y West Brighton, se fue con los marines estadounidenses a luchar en la Primera Guerra Mundial. Luchó en cinco batallas importantes en 1918. Mahoney, junto con muchos otros infantes de marina, murió cargando Blanc Mont Ridge (Francia) contra las ametralladoras alemanas Maxim. Su tumba se encuentra en el cementerio de St. Peters en la parcela familiar. El patio de recreo fue inaugurado en 1940 por la ciudad de Nueva York.
La Iglesia Presbiteriana Calvary, la Casa del doctor Samuel MacKenzie Elliott, la Casa Gardiner-Tyler, la Casa Kreuzer-Pelton y la Casa Scott-Edwards están incluidas en el Registro Nacional de Lugares Históricos.

## Policía y bomberos
West New Brighton y North Shore están patrullados por el Precinto 120 de la policía de Nueva York, ubicado en 78 Richmond Terrace. El Precinto 120 ocupó el puesto 12 entre las 69 áreas de patrullaje más seguras para el crimen per cápita en 2010.
El Precinto 120 tiene una tasa de delincuencia más baja que en la década de 1990, y los delitos en todas las categorías han disminuido en un 85,4 % entre 1990 y 2018. El precinto informó 10 asesinatos, 34 violaciones, 147 robos, 274 agresiones por delitos graves, 152 robos, 304 hurtos mayores y 61 hurtos mayores de automóviles en 2018.

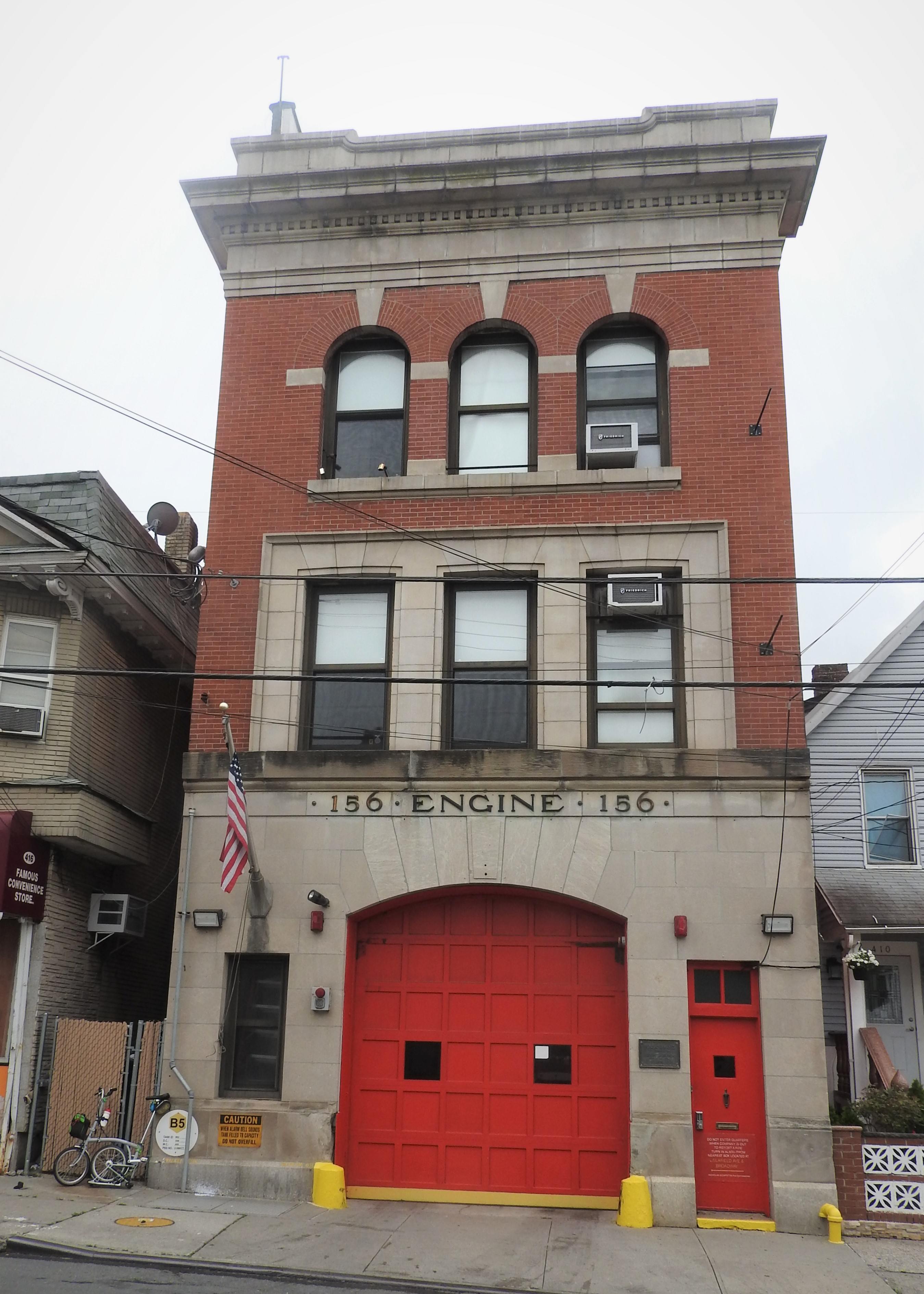
Estación 156 del Departamento de Bomberos de la Ciudad de Nueva York

West New Brighton cuenta con el servicio Engine Co. 156 del Departamento de Bomberos de la Ciudad de Nueva York (FDNY), ubicado en 412 Broadway, y Ladder Co. 79 / Battalion 22, ubicado en 1189 Castleton Avenue.

## Oficina de correos y código postal
West New Brighton se encuentra dentro de los códigos postales 10310 y 10301. El Servicio Postal de los Estados Unidos opera la estación West New Brighton en 1015 Castleton Avenue.

## Educación

### Escuelas
El Departamento de Educación de la ciudad de Nueva York opera las siguientes escuelas públicas cerca de West New Brighton:
- PS 18 John G Whittier (grados PK-5)[18]
- IS 27 Anning S Prall (grados 6-8)[19]
- PS 45 John Tyler (grados PK-5)[20]

### Biblioteca
La sucursal de West New Brighton de la Biblioteca Pública de Nueva York (NYPL) está ubicada en 976 Castleton Avenue. Cuando la sucursal abrió en 1913, era una sucursal secundaria de la NYPL. West New Brighton se mudó a una segunda ubicación en 1918 y luego a su sitio actual en 1933.

## Transporte
West New Brighton estuvo comunicada a través de la estación West New Brighton de la rama North Shore de Staten Island Railway hasta el 31 de marzo de 1953. A 2021 fecha de , West New Brighton estaba comunicada por medio de los autobuses locales S40, S44, S46, S48, S53, S54, S90, S94, S96 y S98 y el autobús expreso SIM30.

## Residentes notables
- Anna Leonowens, escritora y educadora angloindia conocida por ser la institutriz del rey de Siam, que relató mientras estaba en Staten Island en The English Governess at the Siamese Court (1870) y luego se convirtió en el musical El rey y yo. Dirigía una escuela para niñas y vivía en Tompkins Place.
- Debi Rose, concejala de la ciudad que nació y se crio en el barrio.
- Jeremiah O'Donovan Rossa, líder feniano irlandés, vivía en 194 Richmond Terrace.[23]